# FOXP3
Foxp3 (ang. forkhead box P3; synonimy: skurfina, IPEX, DIETER, AIID, PIDX, XPID) – czynnik transkrypcyjny odgrywający istotną rolę w regulacji odpowiedzi odpornościowej. Jest on kluczowym czynnikiem transkrypcyjnym odpowiedzialnym za powstawanie limfocytów T regulatorowych, szczególnie poprzez aktywację genów istotnych dla funkcjonowania tych komórek oraz modyfikowanie sygnału biegnącego od receptorów limfocytów T. Gen kodujący białko Foxp3 zlokalizowany jest na chromosomie X (locus Xp11.23). Mimo że Foxp3 jest białkiem kojarzonym głównie z limfocytami Treg, jego ekspresję potwierdzono również w komórkach nowotworowych. Mutacje genu FOXP3 prowadzące do wytwarzania niefunkcjonalnego białka powodują brak wytwarzania limfocytów Treg w organizmie. Prowadzi to do genetycznie uwarunkowanego pierwotnego schorzenia nazywanego  zespołem IPEX, które  charakteryzuje się m.in. wielonarządowym zapaleniem.